# El Espinillo (Chaco)
Pour les articles homonymes, voir El Espinillo.
El Espinillo est une localité argentine située dans la province du Chaco et dans le département de General Güemes. Le 11 août 2010, elle a été déclarée municipalité, se séparant de la municipalité de Villa Río Bermejito, dont elle dépendait. Le 18 septembre, elle a élu son premier maire, Ricardo Sandoval, qui est le premier maire autochtone élu dans la province et le premier du pays appartenant au groupe ethnique Toba.